# Medicina
Medicina je v širšem pomenu veda in delovanje, usmerjeno k preprečitvi in zdravljenju bolezni in povrnitvi zdravja ljudi, v ožjem pa povezana z dejavnostjo zdravnikov. 
Za očeta medicine velja starogrški filozof Hipokrat, ki je skupaj z Galenom postavil temelje za sodoben, racionalen pristop k zdravljenju. Po propadu Zahodnorimskega cesarstva in v srednjem veku, ko je bil v Evropi racionalizem v zatonu, so prevzeli vodilno vlogo v razvoju medicine muslimani na Bližnjem vzhodu, npr. Ibn Sina, ki ga nekateri prav tako označujejo za očeta medicine, Ibn Rušd in drugi.

## Klinična praksa

### Diagnoza
Zdravnik mora pri bolniku najprej ugotoviti, katero bolezen ima. To lahko naredi na različne načine. Temelj sta anamneza in klinični pregled. V anamnezi bolnika sprašuje o simptomih (njegovih telesnih občutkih), pojavu težav, o boleznih staršev, o razvadah (kajenje, pitje alkohola, kave), o vegetativih funkcijah (odvajanje blata, izločanje urina). Nato opravi splošni in usmerjeni klinični pregled oz. telesni pregled.
Lahko se odloči za laboratorijske preiskave krvi in/ali urina. Zdravnik lahko bolnika napoti tudi na slikovne preiskave kot so RTG, ultrazvok, računalniška tomografija oz. CT, magnetna resonanca oz. MRI. Sledi lahko še invazivna diagnostika, kamor spadajo endoskopske preiskave.
Ko je postavljena delovna diagnoza, začne zdravnik s prvimi ukrepi zdravljenja. Do dokončne diagnoze si pomaga s preiskavami. Končna diagnoza je lahko enaka delovni, lahko pa se razlikuje.

### Operacija
Zdravljenje lahko vključuje zdravljenje z zdravili ali operacijo. Kirurgija je veja medicine, ki z operacijo ali rezanjem v telo odpravi vzrok bolezni. Danes je kirurgija tako napredovala, da kirurgi lahko popravijo ali zamenjajo organe, kot so ledvice in srce. Operacije so lahko eksplorativne, elektivne, radikalne ali paliativne.
Okrevanje po bolezni ali operaciji lahko traja nekaj ur ali pa več tednov. Marsikdaj je odvisno od tega, kako resna je bila bolezen in kako vpliva zdravljenje na telo.

## Veje medicine
Medicina je obširen pojem, zato je razdeljena na številne medicinske specializacije z nabori znanj, ki se med seboj dopolnjujejo. Običajno pri različnih fazah zdravljenja bolezni in poškodb sodeluje specializirano zdravstveno osebje z različnih področij, odvisno od organizacije zdravstvenega sistema.
V grobem se deli na tri glavne veje:
- temeljne znanosti, o katerih se uči vsak zdravnik, so osnova za razumevanje zgradbe in delovanja organizma v odziv na različne notranje in zunanje dejavnike
- medicinske specializacije
- interdisciplinarna področja, ki združujejo različne druge specializacije

### Temeljne medicinske znanosti
Nekatere osnovne medicinske vede, na primer anatomija, imajo večtisočletno tradicijo v okviru medicine, druge pa so nastale v sodobnem času z napredkom naravoslovja in tehnike nasploh, kar je omogočilo nove pristope do razumevanja delovanja človeškega organizma. Pogosto se prekrivajo med seboj.
Nekatere temeljne znanosti so:
- anatomija: študij fizične zgradbe organizma. Histologija in citologija sta podpodročji, ki se ukvarjata z mikroskopsko zgradbo (včasih obravnavani kot samostojni področji).
- biokemija: študij kemičnih procesov v organizmu.
- biomehanika: študij delovanja fizičnih komponent organizma s pristopom mehanike.
- biostatistika: aplikacija statistike na področje medicine v splošnem; nujna za načrtovanje, izvedbo in interpretacijo biomedicinskih raziskav.
- biofizika: študij organizma s pristopom fizike in fizikalne kemije.
- embriologija: študij embrionalnega razvoja organizma.
- endokrinologija: študij endokrinega sistema.
- epidemiologija: študij pojavnosti bolezni v populaciji (ne vključuje le epidemij).
- farmakologija: študij delovanja učinkovin na organizem. Toksikologija je podpodročje, ki se ukvarja posebej s kvarnim delovanjem škodljivih učinkovin (toksinov).
- fiziologija: študij delovanja organizma in regulatornih mehanizmov, ki ga uravnavajo.
- genetika: študij genov in dedovanja
- imunologija: študij imunskega sistema.
- mikrobiologija: študij mikroorganizmov in njihovih interakcij z drugimi organizmi.
- molekularna biologija: študij delovanja bioloških sistemov na molekularni ravni, izhajajoč iz procesov podvojevanja, prepisovanja in prevajanja dednega zapisa.
- nevroznanost: študij delovanja živčevja.
- nutricionistika in dietetika: študij vpliva hrane na organizem; nutricionistika raziskuje teoretične osnove, dietetika pa se ukvarja praktičnim sestavljanjem optimalne prehrane za posameznika, ki pomaga vzdrževati zdravje, posebej pri presnovnih nepravilnostih, kot so sladkorna bolezen in alergije.
- patologija: študij bolezenskih procesov v telesu, vključno z vzroki in potekom bolezni.
- radiobiologija: študij delovanja ionizirajočega sevanja na organizem.

### Medicinske specializacije
Specializacije se delijo na dve glavni področji, interno medicino in kirurgijo. Prva se ukvarja z neoperativnimi terapijami, tradicionalno je razdeljena na ožja področja, specializirana za posamezne organe oz. organske sisteme. Kirurgija se ukvarja z operativnimi posegi. Ločeno obravnavamo še diagnostične specializacije in različna interdisciplinarna področja, ki delujejo v podporo terapevtskim pristopom.

#### Interna medicina
Nekatere specializacije so:
- dermatologija se ukvarja s kožo in kožnimi obolenji ter tradicionalno tudi s spolno prenosljivimi boleznimi (dermatovenerologija)
- gastroenterologija se ukvarja z zdravljenjem bolezni prebavnega trakta.
- ginekologija se ukvarja z zdravjem ženskega reproduktivnega sistema, sorodno področje je še porodnišvo, specializirana za nosečnost in porod.
- nefrologija se ukvarja z zdravljenjem bolezni ledvic.
- nevrologija se ukvarja z motnjami v delovanju živčevja - možganov in obkrajnega živčevja.
- oftalmologija se ukvarja z zdravljenjem očesnih bolezni.
- onkologija se ukvarja z zdravljenjem raka.
- ortopedija skrbi za hrbtenico, kosti, sklepe in mišice.
- pulmologija se ukvarja z zdravljenjem pljučnih bolezni.
- radiologija uporablja ionizirajoče sevanje za diagnostiko in zdravljenje (radioterapija ali obsevanje).

Drug način specializacije je po populacijah ljudi, ki jih področje obravnava. Specialisti se posvečajo celotnemu spektru zdravstvenih težav posameznikov.
- družinska medicina, znana tudi kot splošna medicina, predstavlja začetno stopnjo medicinske oskrbe; ime ponazarja vpetost v lokalno okolje, posebej družino.
- geriatrija se ukvarja z zdravjem starostnikov.
- medicina dela se ukvarja z zdravjem ljudi v delovnem okolju (poklicnimi boleznimi) in ugotavljanju sposobnosti za delo.
- pediatrija se ukvarja z zdravjem otrok in mladostnikov do 21. leta starosti; podpodročje neonatologija se ukvarja z novorojenčki
- športna medicina se ukvarja s poklicnimi in ljubiteljskimi športniki, od diagnoze fizičnih zmogljivosti do rehabilitacije po poškodbah.

### Diagnostične specializacije
- laboratorijska diagnostika zajema širok spekter diagnostičnih tehnik, predvsem biokemijskih in histoloških, obsega tudi postopke za pridobivanje zanesljivih bioloških vzorcev.
- nuklearna medicina uporablja radioaktivne izotope kot označevalce (markerje), ki se vežejo na tarčno mesto in jih je mogoče zaznati izven telesa.
- radiologija kot diagnostični pristop uporablja ultrazvok, magnetno resonanco in ionizirajoče sevanje za vpogled v notranjo zgradbo telesa.

### Druge pomembnejše specializacije
- anesteziologija se posveča blaženju bolečin ob operacijah in po njih ter nadzorovanju vitalnih znakov bolnika,
- kirurgija,
- dentalna medicina
- psihiatrija se ukvarja z zdravljenjem duševnih bolezni.
- urgentna medicina.

### Interdisciplinarna področja
Podporna in sorodna področja, ki izboljšujejo kakovost zdravstvenega sistema ali ne sodelujejo pri samem zdravljenju. Nekatera med njimi so:
- medicinska etika
- medicinska informatika
- sodna medicina

## Medicinska tehnologija
Moderna medicina uporablja veliko tehnoloških pripomočkov. Najnovejši razvoj vključuje telesne skenerje, ki uporabljajo rentgenske žarke ali ultrazvok (visokofrekvenčne zvočne valove), ki pokažejo notranjost človeškega telesa. Takšna oprema je temeljito spremenila medicino. Ena od uporabnih diagnostičnih tehnik je tudi scintigrafija, ki pokaže ali ima bolnik tumor ali že tudi zasevke tumorja.

## Zgodovina medicine
Od pradavnih časov so ljudje iskali načine, kako bi najbolje pozdravili svoje bolezni. Prvi ljudje so verovali, da je bolezen božja kazen. Verovali so tudi, da jih lahko ozdravita duhovnik in čarovnik. V stari Grčiji so ljudje obiskovali templje, kadar so bili bolni, in darovali živali grškemu bogu zdravilstva Asklepiju. Pili so tudi zdravilne vode, se v njih kopali in opravljali stroge diete v upanju, da bodo ozdraveli. V 5. stoletju pr. n. št. je grški zdravnik Hipokrat izjavil, da je narava tista, ki povzroči in pozdravi bolezen, in ne magija. Hipokrata so slavili kot »očeta medicine«. On in njegovi nasledniki so postavili zahodno medicino na trdne znanstvene temelje. Znanstveniki, kot Vesalius (1514-1564), so začeli proučevati telesa mrtvih ljudi, da bi zvedeli kaj več o boleznih in kako jih zdraviti.

## Zdravilne rastline
Tisočletja so ljudje uporabljali za zdravljenje zelišča in druge rastline. Zeliščarji so sestavljali sezname rastlin in pisali o njihovi uporabi. Tudi menihi so bili znani po svojem poznavanju zelišč. Prvi farmacevti, imenovali so se apotekarji, so uporabljali zelišča za izdelovanje napojev ali zdravil. V renesančni Evropi so mnoge zeliščarke obtožili čarovništva. Mnogi ljudje se zdaj vračajo k zeliščem kot naravnemu načinu zdravljenja bolezni.

## Alternativna medicina
Sem sodijo akupunktura, aromaterapija in homeopatija in razne druge prakse, ki ne sodijo k uradni medicini, ker niso preverljive z znanstveno metodo (ali celo v nasprotju z njo).

### Celostni pristop
Osnovno načelo celostnega pristopa (angl. »Holistic medicine«) je upoštevanje vseh treh razsežnosti človeka, ki so telo, duša in duh. Po tem načelu naj se ne bi zdravilo samo obolelega dela telesa (organa, uda), ampak naj bi se gledalo na človeka kot celoto. Znana praksa omenjenga pristopa je, da naj bi se tudi prek pogovora s pacientom poskušalo priti do globljega vzroka njegovih težav (bolezni) in ga »celostno« odpraviti.